# 三窒化二ウラン
三窒化二ウラン（さんちっかにウラン、英: diuranium trinitride、U2N3）は、酸化ウラン(IV)や炭化ウランに性質が類似しているために原子炉の核燃料として使われているセラミック化合物である。窒素とウランを700 °Cで反応させることによって合成する。空気中でウランを燃焼させて作ることもできる。